# Cochlostoma kleciaki
Cochlostoma kleciaki is een slakkensoort uit de familie van de Megalomastomatidae. De wetenschappelijke naam van de soort is voor het eerst geldig gepubliceerd in 1887 door Braun.